# Narsaq
Narsaq (dánsky Nordprøven) je město v kraji Kujalleq v jižním Grónsku. V roce 2017 tu žilo 1402 obyvatel. Tato oblast byla obydlená již před tisíci lety. Narsaq znamená v grónštině planina, protože město leží na pláni.
Geograficky leží na stejné zeměpisné šířce jako Oslo, v létě proto může být počasí (oproti obecným představám o Grónsku) poměrně teplé.
Současnou starostkou města je Kiista P. Isaksen.

## Hospodářství a suroviny
Město se začalo rozrůstat až v roce 1953, kdy se zde byla postavena první továrna na zpracování ryb. Počet obyvatel překročil 600 v roce 1959. Dnes má Narsaq radnici, kostel, policejní a hasičskou stanici, základní školu, několik vzdělávacích zařízení, internetovou kavárnu, nemocnici, dva supermarkety a několik malých obchůdků. Narsaqu náleží dvě farmy- vlastní farma, kde pracuje v současnosti 10 farmářů, a zaniklá farma Narsap Ilua.
Obyvatelstvo se živí hlavně rybářstvím a zpracováním ryb, jsou zde však i jediná jatka v Grónsku, kde jsou zabíjeny ovce a sobi z okolí. V okolí je několik sídel (Qassiarsuk, Igaliku, Nunataaq a Inneruulalik), kde se chovají ovce. Svou roli hraje i tradiční lov tuleňů.
Na hoře Kvanefjeld nedaleko města je nepoužívaný důl na uranovou rudu. Krajina kromě uranu skrývá i jiná nerostná bohatství, takže zde mohou být nalezeny další suroviny a některé vzácné minerály - např. tuttupit se nachází jen zde a na poloostrově Kola.

## Partnerská města
- Gladsaxe, Dánsko
- Vigo, Španělsko